# Habitatge al carrer Fusina, 3 (Vic)
L'Habitatge al carrer Fusina, 3 és una obra de Vic (Osona) inclosa a l'Inventari del Patrimoni Arquitectònic de Catalunya.

## Descripció
Edifici civil. Casa entre mitgeres que consta de planta baixa, dos pisos i golfes. Coberta amb teula aràbiga a dues vessants i el carener paral·lel a la façana. A la planta s'hi obren dos portals rectangulars que imiten la pedra.
Als pisos s'hi obren balcons amb llosanes de pedra i baranes de ferro forjat que dibuixen formes espinoses.
A les golfes s'hi obre un porxo amb arcades d'arc rebaixat sobre impostes i sostingut per un pilar central, protegit per baranes.
El ràfec vola força i presenta colls de fusta.
L'estat de conservació és mitjà i caldria refer l'estuc de la façana.

## Història
Edifici que segurament ja existia al segle xviii però l'estat actual data les reformes del segle xix i segle xx.
Es troba a l'eixample Morató que el 1734 creà la Plaça dels Màrtirs com a centre del reticulat entre el carrer Manlleu i els Caputxins i entre el carrer Nou i el Passeig. El carrer Fustina seria un dels carrers intermedis d'aquest entramat com el Trinquet, Sant Antoni, Sant Sebastià...